# 藤沢久美
藤沢 久美（ふじさわ くみ、1967年3月15日 - ）は、日本の実業家、経済評論家、キャスター。ソフィアバンク代表、社会起業家フォーラム副代表、人を大切にする経営学会副会長、Linkers株式会社戦略顧問、トヨタ自動車取締役。その他に、一般財団法人投資信託協会理事、一般社団法人日本証券業協会理事、株式会社静岡銀行取締役、豊田通商株式会社取締役、株式会社サイネックス取締役、株式会社クリーク・アンド・リバー取締役、株式会社CAMPFIRE取締役を務める。
トレンダーズ株式会社監査役、シンメトリー・ジャパン株式会社取締役、株式会社東日本大震災事業者再生支援機構取締役、ミュージックセキュリティーズ株式会社監査役、法政大学大学院（ビジネススクールイノベーションマネジメント研究科）客員教授などを歴任した。
公職として、文部科学省参与、情報通信審議会委員、沖縄振興審議会委員、経済産業省、総務省、内閣府等の各研究会委員を務める他、金融審議会委員、内閣府新IT戦略会議専門評価委員、産業構造審議会地域経済産業分科会委員、税制調査会金融小委員会委員、金融担当大臣金融経済教育懇談会委員を歴任した。
大阪府大阪市生まれ、奈良県生駒市出身（奈良県立郡山高等学校）。

## 略歴
1989年、大阪市立大学生活科学部卒業後、国際投信委託（現：三菱UFJ国際投信）に入社。
1992年、英国系のシュローダー投信（現：シュローダー投信投資顧問）に転職。
1994年、米国系のウォーバーグ投信（現：メリルリンチ・マーキュリー投信投資顧問）を経て、さらに数社に勤務。
1996年、日本で最初の投資信託評価会社・アイフィスを設立。1995年4月株式会社アイフィス代表取締役。 アイフィスが1999年にスタンダード&プアーズに売却された後も、引き続き同社のディレクターとして経営に関与した。
2000年、孫正義に見い出され、ソフトバンクグループの後援でシンクタンク・ソフィアバンクの設立に田坂広志と参画。取締役を経て、2004年にシンクタンク・ソフィアバンクをMBOして、副代表に就任（代表は田坂）。
2004年、投資信託協会理事、ソフィアバンク取締役。
2005年、金融庁金融審議会委員。
2011年、日本証券業協会公益理事、総務省情報通信審議会委員。
2013年、ソフィアバンク代表取締役、静岡銀行取締役。
2014年、豊田通商取締役。
2016年、クリーク・アンド・リバー取締役。
2018年、CAMPFIRE取締役、日本プロサッカーリーグ理事、日本投資者保護基金理事、ネットプロテクションズホールディングス取締役。
2020年、神石高原学園理事、ジャパン・グローバル・リサーチセンター理事長。早稲田大学大学院スポーツ科学研究科を首席で修了。指導教員は平田竹男。
2021年、セルソース取締役、Ridilover監査役、アクセプトインターナショナルアドバイザリーボード。
2022年、NECグループの国際社会経済研究所理事長、エジミウソンファンズ・アジア理事、しずおかフィナンシャルグループ取締役。
2023年、公立大学法人大阪理事。生駒市市政顧問就任。
2025年、トヨタ自動車取締役。
国土交通省社会資本整備審議会委員、日本学生支援機構運営評議会委員等も歴任。
本業の傍ら、NHK教育テレビ『21世紀ビジネス塾』でキャスターを務めるなど、セミナーやテレビ・ラジオ・雑誌などを通じて、経済や経営について解説している。最近では、地球温暖化、エネルギー問題への提言も行っている。

## 単著
- 『藤沢久美の投資信託ガイドブック リスクと投資信託とその魅力』日経ラジオ社、2000年
- 『確実に増やすための投資信託情報の読み方・活かし方』アイブックコミュニケーションズ／TOKYO FM出版 、2001年
- 『お金を殖やしたいあなたへ』講談社、2001年
- 『母とはじめる投資信託』アーク出版、2002年
- 『子どもに聞かせる「お金」の話 知識ゼロからの経済学』PHP研究所、2003年
- 『藤沢久美の外国為替取引がわかる本』マネースクウェア・ジャパン監修　新紀元社、2003年
- 『なぜ、御用聞きビジネスが伸びているのか 顧客が自然に集まる10の発想転換』ダイヤモンド社、2005年
- 『美人の財布　幸せをつかむマネー術』ソフトバンククリエイティブ、2006年
- 『しっかり着実に増やすための投資信託情報の選び方・使い方』アイブックコミュニケーションズ／TOKYO FM出版、2006年
- 『藤沢久美のマネーのマナー』日本経済新聞出版社、2007年
- 『投資信託主義 時間と資産の正しい法則』角川書店、2008年
- 『脱・家族経営の心得 名古屋名物「みそかつ矢場とん」素人女将に学ぶ』幻冬舎メディアコンサルティング、2008年

## 共著
- 『買ってはいけないファンド 買ってもいいファンド（2001年版）』（宮田丈裕との共著） インデックス・コミュニケーションズ、2000年
- 『デフレ時代のお金学入門』（川口一晃との共著） 廣済堂出版、2001年
- 『このファンドがすごい! （2002年版）』（宮田丈裕との共著） インデックス・コミュニケーションズ、2001年
- 『〈図解〉日本経済30分速習ノート』 PHP研究所、2007年
- 『6歳からのお金入門』（八木陽子との共著） ダイヤモンド社、2002年
- 『今日から私も「株主」に!』（池田暁子との共著） 集英社、2007年
- 『理解されないビジネスモデル 消費者金融』 時事通信出版局、2008年
- 『クビ切り不要!』 時事通信出版局、2009年

## 出演メディア
- お金の達人（2001年1月7日 - 2002年3月31日、テレビ東京）
- お金のソムリエ（2002年4月6日 - 2003年3月22日、テレビ東京）
- 21世紀ビジネス塾（2002年 - 2004年、NHK教育テレビ）
- 賢者のマネー（2003年4月6日 - 9月28日、テレビ東京）
- 藤沢久美の社長Talk Presented by M&Aクラウド（インターネットラジオ）
- みんなで学ぶ 藤沢久美のラジオ経済学（ニッポン放送）
- FNN総選挙2012 ニッポンの決意 JAPAN'S DECISION（2012年12月16日、フジテレビ）コメンテーター

ほか